# Augsburg Haunstetterstraße
Augsburg Haunstetter Straße – przystanek kolejowy w Augsburgu, w kraju związkowym Bawaria, w Niemczech. Znajdują się tu 2 perony. Zatrzymują się na nim tylko składy regionalne. Obok, pod wiaduktem kolejowym znajduje się przystanek tramwajowy, na który można dostać się korzystając z windy oraz schodami. Na przystanku tramwajowym umieszczono ekran wyświetlający informacje na temat przyjeżdżających i odjeżdżających pociągów.